# 少精子症
少精子症又稱少精症，是指精液中的精子浓度低於正常濃度 ，它是一種男性不育症。 世界卫生组织規定，如果每毫升精液中的精子數量少於1,500万，就意味著患者可能患上了少精症。精子浓度每天都会波动，所以少精子症可能是暂时性的疾病，也有可能是永久性的疾病。